# Chronique du roi Yeonsan
Pour plus de détails, voir Fiche technique et Distribution.
Chronique du roi Yeonsan (연산일기, Yeonsan ilgi) est un film sud-coréen réalisé par Im Kwon-taek, sorti en 1988. C'est un film qui a pour sujet Yeonsangun, dixième roi de la Corée durant la période Joseon.

## Fiche technique
- Titre : Chronique du roi Yeonsan
- Titre original : 연산일기 (Yeonsan ilgi)
- Réalisation : Im Kwon-taek
- Scénario : Lee Sang-yeon
- Pays d'origine : Corée du Sud
- Format : Couleurs - 35 mm
- Genre : action, drame et historique
- Durée : 118 minutes
- Date de sortie : 1988

## Distribution
- Yu In-chon : roi Yeonsangun
- Kim Jin-a :
- Kwon Jae-hie :
- Kim In-mun :
- Ma Heung-shik :

## Prix
- 1988 : Grand Bell Awards du meilleur film.